# 怪盗
怪盗（かいとう）は、主にフィクションに登場する盗賊。一般に手口が鮮やかであったり、神出鬼没な者を指し、「泥棒」とは区別される。古くは推理小説や冒険小説において、主人公（ミステリーなら名探偵）に相対する存在だが、アルセーヌ・ルパンのように怪盗が主人公を務める場合も多い。主人公を務める場合には、多くは義賊的・利他主義的な振る舞いをする。

## 概要
その目的において通常の泥棒や盗賊と何ら変わり無いが、手段において犯行予告を行ったり、現実・常識的にはあり得ない方法を用いて盗みを行う（いわゆる劇場型犯罪の）者を指す。厳重な警備下にある美術品を、変装などの手口を用いて鮮やかに盗みだすというのが、怪盗の一般的なイメージである。
その特性上、基本的に現実離れした者が多いが、ある程度に現実性が必要なミステリー作品に登場することもある。敵対することとなる探偵役がいる場合も多く、例えばアルセーヌ・ルパンならジュスタン・ガニマール、怪人二十面相なら明智小五郎（少年探偵団）である。
アルセーヌ・ルパンに由来して、ステレオタイプの怪盗像は、シルクハットに夜会服などの正装やマント、モノクルを付けていることが多い。ただし、原作においてはルパンがそのような格好をしていたことは少ない。正装でないにせよ、作風がコミカルな物については、機能性を度外視した派手な格好をしていることが多い。
日本のインターネット上においては、日本語の「怪盗」に対応する英語として"phantom thief"を紹介している例が複数見られる。

## 怪盗を主題とした作品

### 小説
- 怪盗紳士ルパン（モーリス・ルブラン） - アルセーヌ・ルパン
- ファントマ（ピエール・スーヴェストル、マルセル・アラン）
- 怪人二十面相（江戸川乱歩）
- ジゴマ（レオン・サジイ）
- 怪盗クイーンシリーズ（はやみねかおる）
- ブラック・キャット（新井素子）
- 怪盗ラレロ（加納一朗）
- 妖盗S79号（泡坂妻夫）
- 怪盗探偵 山猫（神永学）
- 雲霧仁左衛門（池波正太郎）
- ルパンの娘（横関大）
- はてな☆イリュージョン（松智洋）
- 怪盗レッド（秋木真）

### 漫画
- エロイカより愛をこめて（青池保子）
- 王ドロボウJING（熊倉裕一）
- 大泥棒ポルタ（北嶋一喜）
- 快傑シャッフル（石川賢）
- 怪盗アマリリス（和田慎二）
- 快盗シスターズいただき!パンサー（谷沢直）※表記上は快盗。
- 怪盗シュガー（さいとう・たかを）
- 怪盗ジョーカー（たかはしひでやす）
- 怪盗セイント・テール（立川恵）
- ついでにとんちんかん（えんどコイチ）
- 快盗!ポケモン7（あさだみほ）※表記上は快盗。
- 盗んでリ・リ・ス（てぃんくる）
- 神風怪盗ジャンヌ（種村有菜）
- 神撫手（堀部健和）
- キャッツ・アイ（北条司）
- キャットウーマン（DCコミックス）
- SHADOW LADY（桂正和）
- スイーツ怪盗バニラムーン （にしむらともこ）
- 蜃気郎（西岸良平）
- Ziggurat（MISS BLACK）
- D・N・ANGEL（杉崎ゆきる）
- 七色いんこ（手塚治虫）
- MOUSE（あかほりさとる・板場広志）
- まじっく快斗（青山剛昌） - 怪盗キッド
- ルパン三世（モンキー・パンチ） - ルパン三世
- 雲盗り暫平（さいとう・たかを）

### アニメ
- 怪盗プライド
- タイムボカン2000 怪盗きらめきマン（タツノコプロ）
- ザ☆ドラえもんズ 怪盗ドラパン謎の挑戦状!
- 怪盗カルメンサンディエゴ
- 怪盗レーニャ
- 探偵オペラ ミルキィホームズ

### ゲーム
- 怪盗スライ・クーパー（ソニー・コンピュータエンタテインメント）
- 怪盗ルソー（バンダイナムコゲームス）
- 怪盗ワリオ・ザ・セブン（任天堂）
- プリンセスピーチ Showtime!（任天堂) - 怪盗ピーチ
- 怪盗ロワイヤル（モバゲータウン）
- 快盗天使ツインエンジェル（トリビー）
- リズム怪盗R（セガ）
- ときどきパクッちゃお!（XANADU）
- レイトン教授と世紀の七怪盗（レベルファイブ）
- 探偵オペラ ミルキィホームズ（ブシロード）
- モンスターストライク（XFLAG）
- グリムノーツ（スクウェア・エニックス）
- ペルソナ5（アトラス） - 心の怪盗団

### 特撮ドラマ
- 快盗戦隊ルパンレンジャーVS警察戦隊パトレンジャー ※表記上は快盗。
- ひみつ×戦士 ファントミラージュ!

### 映画
- ピンクの豹
- 怪盗白頭巾
- クレージーの怪盗ジバコ
- 快盗ルビイ ※表記上は快盗。
- 仮面ライダー×仮面ライダー ドライブ&鎧武 MOVIE大戦フルスロットル - 仮面ライダールパン